# Magyar Napló
A Magyar Napló a Magyar Írószövetség havonta megjelenő irodalmi folyóirata. Egyidős a magyarországi rendszerváltozással, 1989-ben Cseres Tibor, az Írószövetség elnöke ajánlotta a magyar olvasók figyelmébe azzal, hogy „politikai értékek, erkölcsi normák és egy kikezdhetetlen minőségeszmény jegyében” induljon útjára.

## Története
1994-ben Oláh János József Attila-díjas író, költő, a Kilencek néven indult költőcsoport tagja lett a lap főszerkesztője. „Túl a Cseres Tibor által meghirdetett nyitottságon, a nemzeti irodalomnak ahhoz a fájdalmas, őszinte hangütéséhez” kell visszatalálni, hűnek maradni, „amely először, de máig képletes tömörséggel az Ómagyar Mária-siralomban hangzik fel, s máig hallik” – vallotta a lap szellemiségéről. 2017-ben Jánosi Zoltán irodalomtörténész váltotta a pozícióban , aki a Magyar Naplót a kortárs magyar folyóiratkultúra palettáján, olyan lapként képzeli el, „amely rendszeresen teret ad fiatal, sőt kezdő írók alkotásának is, emellett folyamatosan közöl történeti írásokat, történelmi munkákról szóló elemzéseket, recenziókat és filmes, néprajzi s nyelvészeti tárgyú írásokat is.”

## Könyvkiadó
A folyóirat mellett 1999 óta könyvkiadó is működik. A rangos és ismert írók, költők, műfordítók, irodalomtörténészek mellett rendre jelenteti meg tehetségüket bizonyító fiatal szerzők könyveit is, mind az anyaországból, mind a határon túlról. A szépirodalom mellett helyet ad történelmi, néprajzi, szociográfiai tanulmányköteteknek, albumoknak is.

## Antológiák
2002-ben indította útjára Az év esszéi, Az év novellái és Az év versei című antológiákat. Ezek a reprezentatív gyűjtemények évről évre széles panorámát nyújtanak a kortárs magyar irodalmi és szellemi életről.

## Sorozatok
További közkedvelt sorozatai A Magyar Irodalom Zsebkönyvtára, a Nyitott Műhely albumsorozat és a Németh László irodalomtörténeti írásait összegyűjtő kötetei.

## Főszerkesztő
- 1989–1990: Kulin Ferenc
- 1990–1991: Reményi József Tamás
- 1991: Pályi András
- 1991–1994: Dérczy Péter
- 1994–2016: Oláh János
- 2017–2024: Dr. Jánosi Zoltán[3]
- 2024–: Bíró Gergely